# Charles René de Bombelles
Charles René de Bombelles (Versalles, 6 de noviembre de 1785-Versalles, 30 de mayo de 1856) fue un funcionario y militar de origen francés. 

## Biografía
Fue hijo de Marc Marie de Bombelles y su mujer Marie-Angelique de Mackau. Fue uno de los siete hijos del matrimonio.  
Su familia emigró con motivo de la Revolución francesa. Con la llegada de Luis XVIII al trono de Francia, vuelve a Francia y se incorpora al ejército francés. 
Su padre llegó a ser obispo de Autun (1819), una vez viudo. Sus hermanos Luis y Enrique quedarían sirviendo en el Imperio austríaco, Luis como diplomático al servicio del Imperio austríaco y Enrique llegaría a ser ayo del archiduque Francisco Carlos de Austria.
En el momento de la Revolución de 1830, era teniente coronel de caballería ligera.
Desde 1814 era duquesa de Parma, María Luisa de Austria, hija de Francisco I de Austria. María Luisa había quedado viuda de Napoléon Bonaparte en 1821, a continuación contrajo matrimonio con Adam Albert von Neipperg, político y militar austríaco que la había acompañado desde 1815 y con el que tendría dos hijos (Albertina (1817) y Guillermo (1819) de Montenuovo). Neipperg moriría en 1829 y desde Viena se intenta su sustitución por el también militar Joseph von Werklein. Finalmente se decide enviar al conde Charles de Bombelles a Parma. Una vez allí en 1833 este de hace cargo del departamento militar del ducado, así como de otros asuntos políticos internos. 
Su relación con María Luisa de Austria sería cada vez más estrecha, llegando a contraer matrimonio morganático con ella el 17 de febrero de 1834. Durante su administración, se llevaron a cabo distintas obras como el Hospital de Incurables, las carreteras de Parma a Toscana y de Berceto a Borgotaro; los puentes sobre el Arda, el Nure y el Tidone; los baños de Tabiano y la fundación del Colegio María Luisa, encomendándose su gestión a los Barnabitas. Charles René ordenó la edición del álbum Monumenti e munificenze di Sua Maestà la Principessa Imperiale Maria Luigia, Arciduchessa d'Austria, Duchessa di Parma, Piacenza e Guastalla en el que se recopilaban estas obras y otras realizadas durante el reinado de María Luisa de Austria en Parma. 

## Títulos, órdenes y empleos

### Título
- Conde

### Órdenes
- Caballero de la Orden de San Luis.[2]
- Caballero de la Orden de la Legión de Honor.[2]
- Senador de gran cruz de la Sagrada Militar Orden Constantiniana de San Jorge.[3]

### Empleos
- Teniente-coronel del 5. º Regimiento de caballería ligera del ejército francés.[2]
- 1833: Consejero íntimo actual del Emperador de Austria.[4]
- 1815: Chambelán del Emperador de Austria.[5]

### Individuales
1. ↑  Francesco Andreola, ed. (1843). «Almanacco per le provincie sogette al I. R. governo di Venezia: per l'anno .... 1843». Almanacco per le provincie sogette al I. R. governo di Venezia (en italiano): 49. Consultado el 2 de noviembre de 2020.
2. 1 2 3 4  «Almanach Royal, pour l’an M DCCC XXX presenté au Roi». Almanach Royal: 651. 1830.
3. ↑  Almanacco della ducal corte di Parma (en italiano). Parma. 1843. p. 193. Consultado el 31 de octubre de 2020.
4. ↑  Francesco Andreola, ed. (1843). «Almanacco per le provincie sogette al I. R. governo di Venezia: per l'anno .... 1843». Almanacco per le provincie sogette al I. R. governo di Venezia (en italiano): 48. Consultado el 2 de noviembre de 2020.
5. ↑  Francesco Andreola, ed. (1843). «Almanacco per le provincie sogette al I. R. governo di Venezia: per l'anno .... 1843». Almanacco per le provincie sogette al I. R. governo di Venezia (en italiano): 57. Consultado el 2 de noviembre de 2020.